# Henk Vredeling

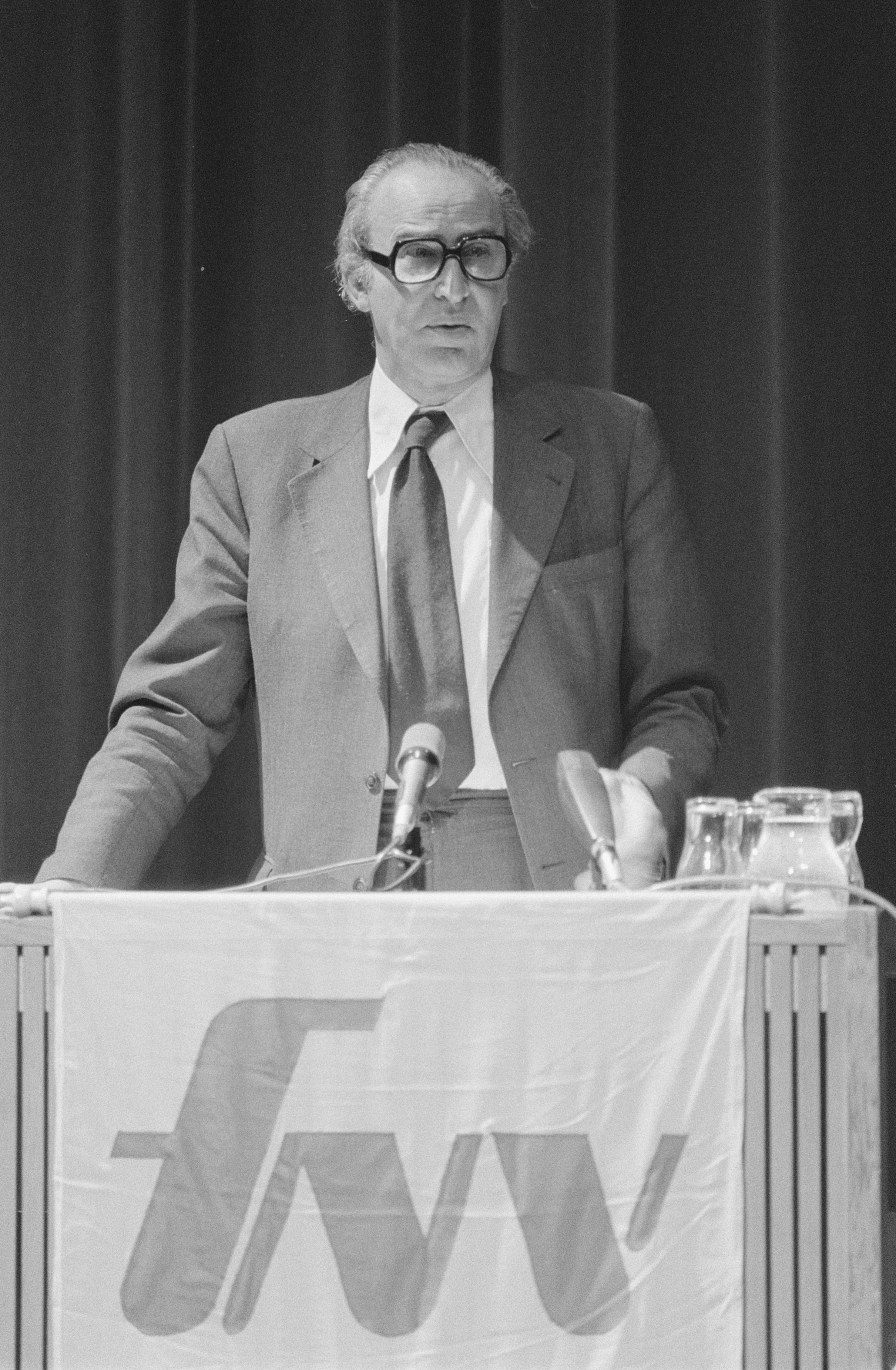
Henk Vredeling

Hendrikus (Henk) Vredeling (* 20. November 1924 in Amersfoort; † 27. Oktober 2007 in Huis ter Heide, heute zu Zeist) war ein niederländischer Agrarwissenschaftler und Politiker (Partij van de Arbeid).

## Frühe Jahre
Vredeling wuchs in einer Familie auf, die der Kirchengemeinschaft der Reformierten Kirchen in den Niederlanden angehörte, sagte sich aber bereits in seiner Jugend vom christlichen Glauben los. Während des Zweiten Weltkrieges schloss er sich der Widerstandsbewegung an. Nach dem Krieg studierte er Agrarwissenschaft an der Landbouwuniversiteit Wageningen. Von 1950 bis 1955 übernahm er eine beratende Funktion beim Algemene Nederlandse Landarbeidersbond, später beim Algemene Nederlandse Agrarische Bedrijfsbond (ANAB).

## Politische Ämter

### Parlamentarier
1956 wurde er für seine Partei in die Zweite Kammer der Generalstaaten gewählt, wo er bis 1974 als Sprecher seiner Partei für die Abteilung Landwirtschaft tätig war. Außerdem wurde er durch die Generalstaaten in das Europäische Parlament gewählt, wo er von 1958 bis 1973 aktiv war.
| Personendaten    | Personendaten                                                    |
| ---------------- | ---------------------------------------------------------------- |
| NAME             | Vredeling, Henk                                                  |
| ALTERNATIVNAMEN  | Vredeling, Hendrikus (vollständiger Name)                        |
| KURZBESCHREIBUNG | niederländischer Agrarwissenschaftler und Politiker (PvdA), MdEP |
| GEBURTSDATUM     | 20. November 1924                                                |
| GEBURTSORT       | Amersfoort                                                       |
| STERBEDATUM      | 27. Oktober 2007                                                 |
| STERBEORT        | Huis ter Heide                                                   |